# デニス・ガスナー
デニス・ガスナー（Dennis Gassner, 1948年10月22日 - ）は、カナダのプロダクションデザイナー、美術監督である。

## 人物
『バグジー』、『ロード・トゥ・パーディション』、『ビッグ・フィッシュ』、『007 慰めの報酬』、『007 スカイフォール』、『007 スペクター』などを手掛けた。アカデミー美術賞には5度ノミネートされ、『バグジー』で受賞している。

## フィルモグラフィー
- ヒッチャー The Hitcher (1986)
- ウィズダム/夢のかけら Wisdom (1986)
- ウー・ウー・キッド In the Mood (1987)
- ハモンド家の秘密 Like Father Like Son (1987)
- フィールド・オブ・ドリームス Field of Dreams (1989)
- グリフターズ/詐欺師たち The Grifters (1990)
- ミラーズ・クロッシング Miller's Crossing (1990)
- バートン・フィンク Burton Fink (1991)
- バグジー Bugsy (1991)
- 未来は今　The Hudsucker Proxy (1994)
- ウォーターワールド Waterworld (1996)
- トゥルーマン・ショー The Truman Show (1998)
- オー・ブラザー! O Brother, Where Art Thou? (1998)
- バーバー The Man Who Wasn't There (2001)
- ロード・トゥ・パーディション Road to Perdition  (2002)
- ビッグ・フィッシュ Big Fish (2003)
- レディ・キラーズ The Ladykillers (2004)
- ジャーヘッド Jarhead (2005)
- ライラの冒険 黄金の羅針盤 The Golden Compass (2007)
- 007 慰めの報酬 Quantum of Solace (2008)
- 007 スカイフォール Skyfall (2012)
- イントゥ・ザ・ウッズ Into the Woods (2014)
- 007 スペクター Spectre (2015)
- ブレードランナー 2049 Blade Runner 2049 (2017)
- 1917 命をかけた伝令 1917 (2019)

## 受賞とノミネート
| 賞                               | 年   | 部門                     | 作品名                       | 結果       |
| -------------------------------- | ---- | ------------------------ | ---------------------------- | ---------- |
| アカデミー賞                     | 1991 | 美術賞                   | バートン・フィンク           | ノミネート |
| アカデミー賞                     | 1991 | 美術賞                   | バグジー                     | 受賞       |
| アカデミー賞                     | 2002 | 美術賞                   | ロード・トゥ・パーディション | ノミネート |
| アカデミー賞                     | 2007 | 美術賞                   | ライラの冒険 黄金の羅針盤    | ノミネート |
| アカデミー賞                     | 2014 | 美術賞                   | イントゥ・ザ・ウッズ         | ノミネート |
| アカデミー賞                     | 2017 | 美術賞                   | ブレードランナー 2049        | ノミネート |
| アカデミー賞                     | 2019 | 美術賞                   | 1917 命をかけた伝令          | ノミネート |
| 英国アカデミー賞                 | 1998 | プロダクションデザイン賞 | トゥルーマン・ショー         | 受賞       |
| 英国アカデミー賞                 | 2000 | プロダクションデザイン賞 | オー・ブラザー!              | ノミネート |
| 英国アカデミー賞                 | 2002 | プロダクションデザイン賞 | ロード・トゥ・パーディション | 受賞       |
| 英国アカデミー賞                 | 2003 | プロダクションデザイン賞 | ビッグ・フィッシュ           | ノミネート |
| 英国アカデミー賞                 | 2012 | プロダクションデザイン賞 | 007 スカイフォール           | ノミネート |
| 英国アカデミー賞                 | 2019 | プロダクションデザイン賞 | 1917 命をかけた伝令          | 受賞       |
| ロサンゼルス映画批評家協会賞     | 1994 | プロダクションデザイン賞 | 未来は今                     | 受賞       |
| ロサンゼルス映画批評家協会賞     | 2017 | プロダクションデザイン賞 | ブレードランナー 2049        | 受賞       |
| クリティクス・チョイス・アワード | 2014 | 美術賞                   | イントゥ・ザ・ウッズ         | ノミネート |